# آتریپالدا
آتریپالدا (به ایتالیایی: Atripalda) یک کومونه در ایتالیا است که در استان آولینو واقع شده‌است.

## خصوصیات
آتریپالدا ۸٫۵۳ کیلومترمربع مساحت و ۱۱٬۱۴۹ نفر جمعیت دارد و ۲۹۴ متر بالاتر از سطح دریا واقع شده‌است.